# Pedro Hinojosa
Pedro Hinojosa de la Garza Falcón (Heroica Matamoros, Tamaulipas; 31 de enero de 1822-Ciudad de México; 5 de marzo de 1903) fue un militar y político mexicano que combatió en las guerras de intervención estadounidense, de Reforma y de intervención francesa, así como en las insurrecciones encabezadas por Porfirio Díaz. Fue gobernador de Durango, Nuevo León y Chihuahua y Secretario de Guerra y Marina.

## Carrera militar
Hijo de Ramón Hinojosa y Mamerta de la Garza Falcón, a los 18 años de edad, en 1840, Pedro Hinojosa ingresó como voluntario en la Guardia Nacional de Tamaulipas, donde combatió a los rebeldes texanos y a las tribus de apaches y comanches que se mantenían en rebeldía con el gobierno: en 1848 combatió la invasión de Estados Unidos, durante la que ascendió a teniente. Tras la guerra continuó sirviendo en la guardia nacional de Tamaulipas combatiendo en acciones de guerra locales como campañas contra filibusteros texanos y contra las tribus insurrectas que le permitió el ascenso a teniente coronel en 1854.

### Guerra de Reforma
En 1854 se adhirió al Plan de Ayutla en contra de Antonio López de Santa Anna sublevándose junto a la guardia nacional de Tamaulipas, y habiendo ascendido a coronel al triunfo de la revolución, pasó a formar parte formalmente del ejército permanente. Tras el golpe de Estado de Félix Zuloaga permaneció fiel al nuevo gobierno de Benito Juárez y militó en el bando liberal durante la Guerra de Reforma, combatiendo en la Batalla de Lomas Largas, en el asedio a Monterrey, donde fue hecho prisionero por los conservadores fugándose posteriormente y en el ataque a Zacatecas bajo las órdenes del general Juan Zuazua, así como en los ataques a San Luis Potosí y a Guadalajara en 1858: en premio a esta última acción recibió el ascenso a general de brigada en noviembre de ese mismo año.
Continuó combatiendo a los conservadores en el Bajío y luego en el norte del país: en mayo de 1859 fue derrotado en la La Flor, Durango por el jefe conservador Domingo Cajén, en dicha acción resultó herido en una pierna y como resultado sufrió de cojera el resto de su vida. Tras esta acción pasó al estado de Chihuahua, donde asumió la jefatura de la guarnición de la plaza en sustitución de Luis Terrazas que había salido a combatir a los rebeldes Tulices, nombre que se daba en Chihuahua a las fuerzas conservadores que bajo el mando de Cajén procedían de Durango. Tras el triunfo de los liberales y la convocatoria a las elecciones federales, resultó elegido diputado federal por el I Distrito Electoral Federal de Chihuahua a la II Legislatura que debería de funcionar de ese año al de 1863, trasladándose a México para desempeñarlo, sin embargo, a su paso por la ciudad de Durango y ante la enfermedad del gobernador de ese estado, el general José María Patoni, el Congreso de Durango lo nombró gobernador, ejerciendo el cargo entre julio y agosto del mismo año.

### Guerra de intervención francesa
Ejerció el cargo de diputado federal la instalación de la legislatura al 22 de diciembre de 1861, fecha en que el presidente Benito Juárez lo nombró Secretario de Guerra y Marina, correspondiéndole desde dicho cargo iniciar los preparativos de la defensa del país frente a la intervención francesa, y ocupando dicho cargo hasta el 2 de mayo de 1862, es decir, tres días antes de la victoria mexicana en la Batalla de Puebla.
Pasó al servicio activo teniendo el mando de diferentes cuerpos militares, participó en la defensa de la ciudad de Puebla de Zaragoza sitiada por las tropas francesas y que hubo de rendirse en 1863, cayendo prisionero de los invasores logró fugarse cuando era trasladado a Veracruz y se dirigió al norte a incorporarse a las fuerzas juaristas; al ocurrir el rompimiento del cacique neoleonés Santiago Vidaurri con Benito Juárez momentáneamente tomó partido por Vidaurri, sin embargo pronto reconsideró su decisión y reafirmó su lealtad escoltando a la familia de Benito Juárez hasta el territorio de Texas. Para combatir la influencia de Vidaurri, el 15 de agosto de 1864 Juárez decretó la separación de los estados de Coahuila y Nuevo León y designó a Hinojosa como Gobernador de Nuevo León hasta diciembre de ese año, recibió el mando de las tropas republicanas en Tamaulipas y junto a Mariano Escobedo atacaron a la guarnición imperialista del puerto de Matamoros logrando su victoria.

### Rebeliones de La Noria y Tuxtepec
Tras la victoria republicana permaneció en el ejército permanente y en 1871 se sublevó a favor de Porfirio Díaz enarbolando el Plan de La Noria contra Benito Juárez, resultando derrotado y preso en Saltillo, logró fugarse y posteriormente se acogió a la amnistía decretada por el nuevo presidente Sebastián Lerdo de Tejada; se volvió a sublevar a favor de Díaz y el Plan de Tuxtepec, combatiendo en Matamoros, la Huasteca y el puerto de Tuxpam, y participando así de la victoria de Díaz.
Consolidado el régimen porfirista, Díaz lo nombró comandante militar del estado de Chihuahua el 4 de junio de 1877 y gobernador del estado el 13 de junio del mismo año con el fin de terminar un conflicto por el cargo que tenían el líder de los porfiristas chihuahuenses José Eligio Muñoz y el comandante de las mismas fuerzas pero federales, Juan B. Caamaño, permaneció en el cargo hasta el 14 de agosto siguiente en que entregó la gubernatura a su sucesor constitucionalmente electo Ángel Trías Ochoa. Durante su gubernatura ocurrió un hecho sin precedente en la historia política de Chihuahua y que fue el hecho de haber sido aprehendido y puesto en prisión por orden del jefe político del cantón Iturbide José González Salas sin respetar su fuero constitucional como gobernador y como resultado de una denuncia por lesiones en su contra puesta por el periodista Tomás Cordero Zuza, que era opositor a Hinojosa y al que éste había dado un bastonazo en la cabeza al encontrárselo en la Plaza Hidalgo de la ciudad de Chihuahua, permaneció en prisión hasta que fue presentado un amparo federal a su favor y finalmente se siguió un juicio en el que a la postre resultó inocente.

## Secretario de Guerra y Marina
Tras entregar el cargo de gobernador permaneció al frente de la comandancia militar de Chihuahua hasta 1878 en que fue nombrado jefe del cuerpo de inválidos del Ejército y luego fue elegido diputado federal a la XII Legislatura por el estado de Hidalgo de 1884 a 1886, sin embargo tras ser ascendido a General de división en octubre de 1884, el 1 de diciembre de ese año fue nombrado titular de la Secretaría de Guerra y Marina por el presidente Porfirio Díaz, permaneciendo en el cargo por doce años consecutivos, hasta el 20 de marzo de 1896 en que renunció a causa de su salud, pasó a ejercer la presidencia de la Suprema Corte de Justicia Militar por algo más de un año y se retiró finalmente del ejército.
Falleció en la Ciudad de México el 5 de marzo de 1903.